# Publius Villius Tappulus
Publius Villius Tappulus war ein Politiker der römischen Republik an der Wende vom 3. zum 2. Jahrhundert v. Chr.
Er war 204 v. Chr. plebejischer Ädil. In den beiden folgenden Jahren war er als Prätor und Proprätor in Sizilien. 201 v. Chr. war er als decemvir agris assignandis für Landzuweisungen in Samnium und Apulien zuständig.
Im Jahr 199 v. Chr. wurde Villius Konsul und ging nach Makedonien, wo er das Kommando von Publius Sulpicius Galba Maximus übernahm, vor größeren Kämpfen aber von Titus Quinctius Flamininus abgelöst wurde. 197 v. Chr. war er weiterhin auf dem griechischen Kriegsschauplatz als Legat tätig. Im folgenden Jahr 196 v. Chr. diente er als Gesandter bei den Friedensverhandlungen mit Philipp V. und Verhandlungen mit Antiochos III.
Während des „Kalten Krieges“ mit dem Seleukidenreich ging Villius 193 v. Chr. wiederum als Gesandter zu Antiochos.